# Jason Bourne (film)
Jason Bourne è un film del 2016 diretto da Paul Greengrass.
La pellicola è il sequel di The Bourne Ultimatum - Il ritorno dello sciacallo del 2007, nonché quarto capitolo della serie di Bourne, che vede come protagonista l'ex agente segreto Jason Bourne (interpretato da Matt Damon). Nel cast sono presenti anche Alicia Vikander, Tommy Lee Jones, Riz Ahmed, Vincent Cassel e Julia Stiles.

## Trama
Dopo dieci anni di latitanza, l'ex sicario della CIA Jason Bourne si trova in Grecia, dove vive e si tiene in forma partecipando ad alcuni incontri clandestini di pugilato. Intanto a Reykjavík, Nicky Parsons riesce ad hackerare alcuni file dell'Agenzia, riguardanti operazioni segrete, come il nuovissimo progetto Ironhand, che riguarda la creazione di un nuovo tipo di piattaforma (EXCOON), in grado di fornire internet gratuito a tutti, che ha però come scopo finale quello di tracciare e spiare tutti i server degli americani. L'operazione viene sabotata da Heather Lee, nuovo capo della divisione di cyber sicurezza, che non riesce a fermare il download ma inserisce un programma che funge da segnalatore.
Il direttore Robert Dewey invia quindi un asset, ad eliminare Jason e Nicky, che si sono dati appuntamento a piazza Syntagma, ad Atene, dove si sta tenendo una rivolta di manifestanti. Nicky rivela a Jason che ha scoperto che in realtà la CIA lo stava tenendo sotto controllo sin dai tempi in cui prestava servizio nella Delta Force e che dietro la creazione di Treadstone potrebbe esserci proprio il padre di Jason, Richard Webb, un analista dell'Agenzia morto anni prima in un attentato terroristico. La donna però non fa in tempo a dire altro che i due vengono attaccati dagli agenti. Riusciti a scappare a bordo di una moto, vengono però intercettati dall'asset, che spara a Nicky, la quale, poco prima di morire, consegna a Jason la chiave di una cassetta di sicurezza al cui interno troverà una chiave USB criptata.
Impossibilitato ad accedere ai dati della chiavetta, Jason si rivolge a Berlino all'hacker Christian Dassault, un amico di Nicky, il quale però, aprendola, attiva involontariamente il segnalatore che permette all'Agenzia di localizzare la loro posizione. Tramite un cellulare presente nella stanza, l'agente Lee riesce a cancellare tutti i file, però Jason riesce a leggere alcune informazioni. L'hacker attacca Jason perché vorrebbe prendere i dati della chiavetta per poi pubblicarli online, cosa alla quale Bourne non è interessato, ma l'ex agente riesce facilmente a renderlo inoffensivo.
Scappato da Berlino, Bourne si reca a Londra per incontrare un ex affiliato della CIA, ora dipendente di una società di sicurezza privata, che potrebbe essere collegato a Treadstone. Prima però deve superare il pedinamento della CIA. Quando lo incontra, l'uomo rivela a Jason che in realtà suo padre era a conoscenza di Treadstone, ma, dopo aver saputo che Dewey (all'epoca tra i responsabili dei progetti speciali della CIA) aveva intenzione di reclutare suo figlio per trasformarlo in un supersoldato, si era opposto, minacciando di rivelare al pubblico le informazioni riguardanti Treadstone. Per questo Dewey aveva inscenato un finto attacco terroristico durante il quale il padre di Jason avrebbe perso la vita, così da motivare il ragazzo ad entrare nel progetto. Intanto però arriva sul posto l'asset di Atene, che, incurante degli ordini dell'agente Lee, la quale vorrebbe che Jason fosse catturato vivo, spara a Bourne, che cade dal quinto piano del palazzo, ma riesce a salvarsi afferrando un cavo.
Riavutosi della caduta e riuscito a fuggire, Bourne incontra Heather Lee che gli parla di Ironhand, di EXCOON e della dimostrazione della piattaforma che si terrà a Las Vegas, alla quale sarà presente anche Dewey. Durante la dimostrazione, però, accade un imprevisto: il programmatore Aaron Kalloor, l'imprenditore ideatore della piattaforma, preso dal rimorso, decide di parlare al pubblico del suo accordo con la CIA, e per questo Dewey (preavvertito dall'avvocato doppiogiochista di Kalloor) ordina all'asset di eliminarlo, nonché di uccidere anche Heather Lee, avendo intuito il legame tra costei e Bourne. Jason riesce a intervenire per tempo puntando una luce della sala negli occhi dell'asset, che si distrae, e riesce a deviare la pallottola destinata ad Aaron; l'asset è quindi costretto a scappare.
Jason intanto si reca nella camera d'albergo di Dewey, dove l'uomo gli spiega che non troverà mai pace finché non accetterà l'idea di essere un killer, e che è disposto a reclutarlo nuovamente nell'Agenzia. Jason però rifiuta l'offerta, ma proprio nel momento in cui sta per ucciderlo, fa irruzione nella sala l'agente Jeffers che spara a Bourne che, a sua volta, risponde al fuoco. Intanto Dewey recupera una pistola e cerca di sparare a Bourne ma viene preceduto dalla Lee che uccide il primo. Nonostante la ferita, Jason comincia ad inseguire l'asset, che ha ricordato essere l'attentatore che ha procurato la morte del padre. Inizia un movimentato inseguimento per le vie di Las Vegas con l'asset a bordo di un corazzato della SWAT. Dopo averlo raggiunto in un tunnel fognario, Jason lo affronta in un duro combattimento corpo a corpo, al termine del quale lo uccide, vendicando le morti di Nicky e del padre.
La scena finale vede Heather Lee, ormai divenuta il nuovo direttore della CIA, parlare con il capo dell'Intelligence Nazionale per un potenziale reinserimento di Bourne nell'Agenzia. Heather Lee afferma che Jason Bourne ormai si fida di lei con tutto quello che hanno passato insieme e che lei può convincerlo a rientrare, ma alla domanda del direttore "E se non volesse rientrare?" lei risponde freddamente "Allora dovremo eliminarlo". La ragazza incontra quindi Bourne nei giardini di Washington per fargli la proposta. Jason le risponde: "Fammici pensare". Lee ritorna alla sua auto e trova sul sedile la registrazione della sua conversazione con il superiore: Bourne li ha spiati ed ha ascoltato tutto e le fa sapere che è a conoscenza delle loro intenzioni. Nel finale si scorge Bourne allontanarsi, camminando senza meta.

## Produzione

### Sviluppo
Nel maggio del 2007, prima dell'uscita di The Bourne Ultimatum - Il ritorno dello sciacallo, Matt Damon aveva comunicato il suo disinteresse a ritornare nella parte per un eventuale quarto film della serie. Nell'agosto dello stesso anno, Damon dichiarò:
Ciononostante, il 22 febbraio 2008 Variety confermò la produzione di un quarto capitolo, sempre interpretato da Damon e con Greengrass alla regia. Il 16 ottobre 2008, fu annunciato che George Nolfi avrebbe scritto la sceneggiatura del sequel, con Frank Marshall, Jeffrey Weiner e Henry Morrison come produttori (gli ultimi due esecutivi). Matt Damon, Julia Stiles, Joan Allen, e Paul Greengrass vennero contattati. Parallelamente, Joshua Zetumer fu ingaggiato per scrivere una sceneggiatura alternativa che sarebbe poi stata combinata con quella scritta da Nolfi. Nel dicembre dello stesso anno, Greengrass annunciò che non avrebbe diretto il quarto film di Bourne, dichiarando di volersi confrontare con "altre tipologie di sfide".
Nel 2010, Damon, alla première britannica di Invictus, rivelò che la continuazione di The Bourne Ultimatum non sarebbe stata realizzata prima di almeno cinque anni. Greengrass, anch'esso alla première, ribadì la sua intenzione di non tornare a dirigere un altro capitolo di Bourne a meno che "non arrivasse la sceneggiatura giusta". Damon aggiunse che, nel frattempo, avrebbe potuto esserci un prequel o uno spin-off della serie, "con un altro regista e attore". In seguito, l'attore riconfermò che, a meno della partecipazione di Greengrass al progetto, non vi avrebbe partecipato.
Nel giugno del 2010, fu annunciato che Tony Gilroy avrebbe scritto la sceneggiatura del nuovo film della serie, intitolato The Bourne Legacy, con una data di uscita fissata per il 2012. In ottobre, Gilroy fu confermato anche come regista del film e chiarì che Damon non sarebbe tornato, ma che vi sarebbe stato un nuovo protagonista:
The Bourne Legacy, con come protagonista Jeremy Renner nei panni di Aaron Cross, è stato distribuito negli Stati Uniti il 10 agosto 2012, ottenendo critiche miste.
In un'intervista del dicembre del 2012, Matt Damon rivelò che lui e Paul Greengrass erano interessati a riprendere i loro ruoli di protagonista e regista. L'8 novembre 2013, Deadline avrebbe visto il ritorno del personaggio di Jeremy Renner per la regia di Justin Lin. Andrew Baldwin fu contattato per scrivere la sceneggiatura del film, con una data di uscita fissata per il 16 luglio 2016. Il 15 settembre 2014, fu annunciato che il film avrebbe sancito il ritorno di Damon e Greengrass, mentre il ritorno di Jeremy Renner come Aaron Cross fu posticipato in un film a sé stante. Nel novembre dello stesso anno, Damon confermò che la sceneggiatura era stata scritta da lui e Greengrass stessi, assieme al montatore della trilogia di Bourne Christopher Rouse. Il budget del film è stato di 120 milioni di dollari.

### Cast
Il 23 maggio 2015 Deadline confermò che Alicia Vikander era in trattative per un ruolo nel film al fianco di Damon. Il mese seguente, Julia Stiles confermò che avrebbe ripreso il ruolo di Nicky Parsons, mentre Viggo Mortensen si offrì come cattivo del film, e la partecipazione della Vikander fu confermata, e l'attrice dovette rinunciare ad apparire in Assassin's Creed di Justin Kurzel. Tommy Lee Jones entrò nel cast come direttore della CIA. A settembre dello stesso anno, il ruolo di antagonista del film è stato assegnato a Vincent Cassel. Qualche giorno dopo, The Hollywood Reporter confermò il coinvolgimento dell'attore Ato Essandoh. Ad ottobre, Scott Shepherd entrò nel cast come vice direttore della CIA. A novembre, Riz Ahmed firmò per un ruolo di specialista tecnico sempre della CIA.

### Riprese

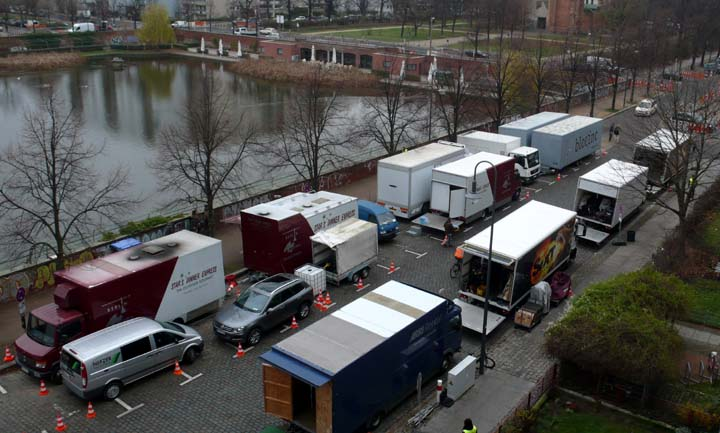
Il set del film a Berlino

Damon dichiarò a Buzzfeed che la produzione del film sarebbe partita a settembre in Grecia per finire a Las Vegas, e che avrebbero visto Bourne confrontarsi con un mondo "post-Snowden".
La lavorazione cominciò l'8 settembre 2015. Nei primi di novembre si svolsero alcune riprese all'esterno di Paddington Station a Londra. Alla fine dello stesso mese, le riprese si spostarono a Kreuzberg, Berlino. A dicembre si svolsero delle riprese ai Constitution Gardens di Washington. Dal 14 al 21 gennaio 2016 si svolsero delle riprese a Las Vegas, nel Nevada. La lavorazione terminò il 1 febbraio 2016.
L'allenamento fisico sostenuto da Matt Damon per questo quarto capitolo fu impegnativo; l'attore rivelò di aver seguito una dieta molto ferrea.

## Promozione
Il primo teaser trailer del film viene diffuso il 7 febbraio 2016 durante il Super Bowl 50, seguito poco dopo dalla versione italiana.
Il primo full trailer viene diffuso il 20 aprile 2016, seguito dalla versione italiana.

## Distribuzione
Il film è stato distribuito nelle sale cinematografiche statunitensi a partire dal 29 luglio 2016, mentre in quelle italiane il 1º settembre dello stesso anno.

## Accoglienza

### Incassi
A fronte di un budget di 120 milioni di dollari, la pellicola ne ha incassati circa 162,4 milioni in Nord America e 253 milioni nel resto del mondo, per un totale di 415484914 $.

### Critica
Sull'aggregatore di recensioni Rotten Tomatoes ha un indice di gradimento del 55% basato su 328 recensioni, con un voto medio di 5,9 su 10. Su Metacritic ottiene un punteggio di 58 su 100 basato su 50 recensioni.

## Riconoscimenti
- 2016 - Critics' Choice Movie Award[48]
  - Candidatura per il miglior film d'azione
  - Candidatura per il miglior attore in un film d'azione a Matt Damon
- 2016 - Teen Choice Award
  - Candidatura per il miglior film in anticipo
  - Candidatura per il miglior attore in anticipo a Matt Damon
  - Candidatura per la miglior attrice in anticipo a Alicia Vikander
- 2017 - Saturn Award[49]
  - Candidatura per il miglior film thriller
- 2017 - Screen Actors Guild Award[50]
  - Candidatura per le migliori controfigure cinematografiche
- 2017 - Visual Effects Society[51]
  - Candidatura per i migliori effetti speciali di supporto in un film